# Thor's Hammer (polsk musikgrupp)
Thor's Hammer var ett polskt band inom nazistisk black metal (NSBM), en subgenre inom black metal med starkt rasistiska influenser, bildat i Wrocław 1994 och upplöst 2003.

## Historik
I en analys karaktäriseras bandet av ett ställningstagande för etnisk nationalism, där företrädare för bandet till exempel framhåller de stora kulturella skillnaderna mellan germaner och slaver. Bandet har aldrig fått någon större publik utanför den NSBM-scen som existerar i ett flertal av de forna öststaterna. Framväxten av denna scen, med band som Thor's Hammer, polska Graveland, Sunwheel, Capricornus och ukrainska Hate Forest, har förklarats som möjligen en mycket radikaliserad reaktion på både det tidigare kommunistiska styret och dess homogenisering samt på omständigheterna kring den europeiska integrationen.
Deras sista album Three Weeds From The Same Root sägs symbolisera de tre religionerna judendom, kristendom och islam. Det anges vara ideologiskt baserat på Nietzsches begrepp övermänniska (Übermensch), och uttrycka vanvördnad för varje form av organiserad religion.

## Medlemmar
- Capricornus – gitarr, sång och trummor
- Raborym – gitarr
- Diathyrron – trummor

## Diskografi
- 1996 – Nothing But Hate (Demo)
- 1998 – Fidelity Shall Triumph (CD/LP)
- 2000 – Split med Dark Fury
- 2000 – May The Hammer Smash The Cross (CD/LP)
- 2002 – The Fate Worse Than Death (CD/LP)
- 2003 – Fidelity Shall Triumph/May The Hammer Smash The Cross (Samling)
- 2003 – Three Weeds From The Same Root (CD/LP)